# Milan Zgrablić
Milan Zgrablić (Pazin, 29. kolovoza 1960.) prelat je Katoličke Crkve i zadarski nadbiskup.

## Životopis
Rođen je 1960. godine u Pazinu, kao peto dijete u obitelji Josipa i Josipe (Marije) r. Zgrablić. Osnovnu školu završio je u Pazinu. Po završetku osnovne škole upisuje se u Biskupsko sjemenište u Pazinu. U Pazinu pohađa dva razreda opće srednje škole, a 1978. godine mons. Dragutin Nežić, biskup porečki i pulski, šalje ga u Nadbiskupsko Sjemenište Zmajević u Zadru na daljnje obrazovanje. Filozofski i teološki studij započinje na Visokoj bogoslovnoj školi u Rijeci. Diplomirao je i zaređen je 1986. godine. Mladu misu slavio je u Župi sv. Ivana i Pavla na Pazinskom polju, 29. srpnja 1986. godine.

## Pastoralna služba
Obnašao je službe župnog vikara u Župi sv. Eufemije u Rovinju, prefekta u Nadbiskupskom sjemeništu Zmajević u Zadru, biskupijskog povjerenika za duhovna zvanja u Porečkoj i Pulskoj biskupiji i upravitelja Biskupskog doma u Puli. Od 1996. do 2009. godine bio je član Vijeća za kler i duhovna zvanja Hrvatske biskupske konferencije.
Godine 1992. biskup mons. Antun Bogetić šalje ga na postdiplomski studij duhovnosti u Rim, na Papinsko sveučilište Gregoriana. Za vrijeme studija u Rimu boravi u Papinskom hrvatskom zavodu sv. Jeronim. Po završetku magisterija u Rimu, imenovan je voditeljem doma novoosnovanog Pazinskog kolegija – klasične gimnazije u Pazinu, gdje ostaje do prosinca 1997. godine. Od 1997. do 2007. vrši službu ravnatelja Caritasa Porečke i Pulske biskupije. Od 1997. do 2015. župnik je u Župi sv. Eufemije u Rovinju i dekan Dekanata rovinjsko – kanfanarskog. Od 2008. godine ravnatelj je Biskupijske ustanove za uzdržavanje klera i drugih crkvenih službenika Porečke i Pulske biskupije. Od 2015. župnik je Župe Uznesenja Blažene Djevice Marije – katedrala u Poreču i dekan Porečkog dekanata. Od 2016. do 2018. župnik je i u župi Sv. Lovreč Pazenatički. Od 2019. godine kanonik je Stolnog kaptola sv. Mavro u Poreču.
Za vrijeme svećeničke službe u više navrata bio je član Svećeničkog vijeća, Zbora savjetnika Biskupije, član Pastoralnog i Ekonomskog vijeća Biskupije, Vijeća za umjetnost, izgradnju i obnovu sakralnih objekata u Biskupiji, voditelj Vijeća za mlade, duhovna zvanja i ministrante Biskupije i Vijeća za bogoslužje i crkvenu glazbu Biskupije, te član drugih povjerenstava i događanja u Biskupiji.

## Biskupska služba
Dana 7. travnja 2022. sveti otac papa Franjo imenovao ga je nadbiskupom koadjutorom zadarske nadbiskupije. Za koadjutora zaređen je 25. lipnja 2022. na spomendan Bezgrješnog Srca Marijina.
Dana 14. siječnja 2023. Apostolska nuncijatura u Hrvatskoj obavijestila je kako je prihvaćeno odreknuće od službe i umirovljenje mons. Želimira Puljića. Sukladno kanonskim propisima, imenovan je novim zadarskim nadbiskupom. U službu zadarskog nadbiskupa uveden je 15. siječnja 2023. na svetkovinu sv. Stošije, zaštitnice zadarske nadbiskupije.

## Vanjske poveznice
Mrežna mjesta
- Prvi intervju : Mons. Milan Zgrablić, zadarski nadbiskup koadjutor: “Zadar uvijek ostaje neko iznenađenje u mom životu”, www.znet.hr, 21. travnja 2022.